# Янк'єль Леон
Янк'єль Леон  (ісп. Yankiel León, нар. 26 квітня 1982, Джобабо, Лас-Тунас (провінція)) — кубинський боксер, олімпійський медаліст.

## Спортивна кар'єра
Янк'єль Леон входив до складу збірної Куби з 2000-го року, але довго перебував в затінку непереможного співвітчизника Гільєрмо Рігондо. Коли було прийнято рішення про заборону Рігондо виступати на Олімпіаді 2008, Янк'єль зумів вибороти право замінити його.

### Виступ на Олімпіаді
- У 1/8 фіналу переміг Каната Абуталипова (Казахстан) — 10-3
- У чвертьфіналі переміг Ворапой Петчкум (Таїланд) — 10-2
- У півфіналі переміг Брюно Жюлі (Франція) — 7-5
- У фіналі програв Енхбатин Бадар-Ууган (Монголія) — 5-16

| Олімпіада  | Вагова категорія | Місце |
| ---------- | ---------------- | ----- |
| Пекін 2008 | до 54 кг         | 2     |

На чемпіонаті світу 2009 Леон переміг в чвертьфіналі Каната Абуталипова — 2-0, але в півфіналі програв Детеліну Далаклієву (Болгарія) — 0-5.